# Lycée Charles-Nodier
Le lycée Charles-Nodier est un lycée général d'enseignement public situé au début de la Grande rue à Dole dans le département du Jura, à proximité de l'hôtel-Dieu. Il est nommé en référence à Charles Nodier, écrivain français originaire de Besançon.

## Historique
Le lycée Charles-Nodier se situe sur deux sites historiques à la ville de Dole.

### Site principal

#### Bâtiments des Dames d'Ounans
Les bâtiments du site des Dames d'Ounans datent des XVIIe et XVIIIe siècles, dont la première pierre a été posée en 1625.
Le site devient en 1792 un annexe des hôpitaux de l'hôtel-Dieu et de la Charité, avant de devenir un hôtel de roulage six ans plus tard. Racheté par la municipalité de Dole en 1920, il est cédé à l'État en 1955 puis refait par l'architecte Papet. Le lycée Charles Nodier est inauguré en janvier 1965, en présence de Jacques Duhamel, alors député du Jura. Les bâtiments de l'ancien hôpital sont inscrits au titre des monuments historiques par arrêté du 29 novembre 1948.
Les bâtiments des dames d'Ounans accueille aujourd'hui — en 2020 — des salles de sciences, d'histoire-géographie, de langues vivantes, de mathématiques, un CDI, le foyer des élèves, des salles informatiques ainsi que l'administration du lycée et des logements de fonctions. Il est le site principal du lycée Charles-Nodier.

#### Bâtiment «Restauration»
Le bâtiment dit Restauration, ou plus simplement « R », est le plus récent du lycée Nodier. Inauguré en 1972, il accueillait jusque dans les années 2000 des salles de classe et l'internat des garçons, avant que celui-ci soit transféré au lycée Duhamel.
Le bâtiment accueille aujourd'hui — en 2020 — les classes de BTS tourisme, des salles de SES, de français, d'arts, une salle de réunion, le restaurant scolaire. L'infirmerie ainsi qu'autre chose sont accueillis dans un bâtiment tiers.

### Site de la Charité
Le bâtiment de la Charité a été fondé en 1698 en tant qu'hôpital militaire. Il devient en 1802 un orphelinat puis à la fin du siècle l'école primaire Jeanne d'Arc avant de redevenir brièvement un hôpital militaire pendant la Première Guerre mondiale.
Entre 1918 et 1958 (sauf pendant le second conflit mondial), le site est un collège de jeunes filles, avant de devenir le lycée de la Charité jusqu'en 1965, où il prend la dénomination encore actuelle de Charles Nodier. En 1964, l'internat est inauguré est sera en service jusqu'en juin 2020, transformé désormais au lycée Jacques Duhamel, dans le but de développer un « pôle étudiant » entre les différents lycées de la ville, avec notamment l'enseignement des 11 spécialités du baccalauréat sur la ville de Dole, réparties entre les deux lycées. L'internat accueillait les garçons et les filles entre 1964 et 1972, puis uniquement ces dernières à partir de cette date.
Dans les années 1980, un gymnase est construit sur le site, à proximité du parc de la Charité, destiné à la détente des élèves.
Le site de la Charité accueille aujourd'hui — en 2020 — des salles de philosophie et de mathématiques, des salles d'examens, une salle de conférence, un gymnase et un parc ainsi que des logements de fonction pour le personnel du lycée.

## Accès
Le lycée Charles Nodier est accessible par une grande majorité des lignes des Grand Dole Mobilités (arrêts Théâtre, Vieux-Château et Saint-Mauris) ainsi que par la gare de Dole-Ville.